# Othmar Spann
Pour les articles homonymes, voir Spann.
Othmar Spann (1er octobre 1878 - 8 juillet 1950) était un philosophe, sociologue et économiste conservateur autrichien.

## Biographie
Ses idées antilibérales et antisocialistes, fondées sur des auteurs de la période romantique comme Adam Müller - qu'il a contribué à faire connaître dans ses cours à l'université de Vienne - occupèrent une place importante dans le débat politique, en Autriche, pendant l'entre-deux-guerres. Spann cherchait à attirer l'attention sur sa théorie autoritaire d'un état corporatif, qui selon lui pourrait être mise en pratique immédiatement pour le bénéfice du plus grand nombre.
Le 23 février 1929, le sociologue prononce, lors de la première réunion publique du Kampfbund für deutsche Kurltur à l'Université de Munich, en présence de Hitler et Goebbels, un discours intitulé "La crise culturelle du présent", rhétorique antisémite déjà développé en 1916 par Bruno Bauch.
Cependant, il ne connut jamais beaucoup de succès auprès des hommes politiques, jusqu'à ce qu'il fût emprisonné par les nazis, puis renvoyé du corps enseignant de l'université de Vienne dont il faisait partie depuis 1919. Vivant ensuite en reclus, il ne parvint jamais à récupérer son poste, même après la Seconde Guerre mondiale.

## Publications
- Gesamtausgabe. ADEVA, Graz 1974 ff

1. Frühe Schriften in Auswahl. 1974,  (ISBN 3-201-00133-3)
2. Die Haupttheorien in der Volkswirtschaftslehre. 1969
3. Fundament der Volkswirtschaftslehre. 1967
4. Gesellschaftslehre 1969
5. Der wahre Staat. Vorlesungen über Abbruch und Neubau des Staates. 1972
6. Tote und lebendige Wissenschaft. Kleines Lehrbuch der Volkswirtschaft in 5 Abhandlungen. 1967
7. Kämpfende Wissenschaft. 1969
8. Kleine Schriften zur Wirtschafts- und Gesellschaftslehre. 1975,  (ISBN 3-201-00135-X)
9. Kategorienlehre. 1969
10. Der Schöpfungsgang des Geistes. 1969
11. Gesellschaftsphilosophie 1. 1968
12. Gesellschaftsphilosophie 2. 1970
13. Philosophenspiegel. Die Hauptlehre der Philosophie begrifflich und geschichtlich dargestellt. 1970
14. Erkenne dich selbst. Eine Geistesphilosophie als Lehre vom Menschen und seiner Weltstellung. 1968
15. Naturphilosophie. 1963
16. Religionsphilosophie auf geschichtlicher Grundlage. 1970
17. Ganzheitliche Logik. 1971
18. Meister Eckeharts mystische Philosophie, im Zusammenhang ihrer Lehrbegriffe dargestellt. 1974,  (ISBN 3-201-00134-1)
19. Kunstphilosophie. 1973,  (ISBN 3-201-00132-5)
20. Gespräche über die Unsterblichkeit. Betrachtungen zweier Krieger im Felde. 1965